# Ректоры Киевского университета
Ректоры Киевского университета с 1834 года:

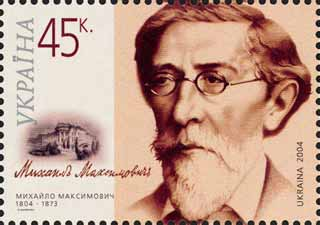
Почтовая марка Украины 2004 года выпуска, посвящённая 200-летию со дня рождения М. А. Максимовича — первого ректора Киевского университета

- Цих, Владимир Францович (и. о. ректора 1833—1834, ректор 1836—1837)
- Максимович, Михаил Александрович (1834—1835)
- Неволин, Константин Алексеевич (1837—1843)
- Фёдоров, Василий Фёдорович (1843—1847)
- Траутфеттер, Рудольф Эрнестович (1847—1859)
- Матвеев, Александр Павлович (1865—1871, 1875—1878)
- Бунге, Николай Христианович (1859—1862, 1871—1875, 1878—1880)
- Иванишев, Николай Дмитриевич (1862—1865)
- Митюков, Каллиник Андреевич (1865)
- Феофилактов, Константин Матвеевич (1880—1881)
- Рахманинов, Иван Иванович (1881—1883)
- Ренненкампф, Николай Карлович (1883—1887)
- Фортинский, Феодор Яковлевич (1890—1902)
- Бобрецкий, Николай Васильевич (1903—1905)
- Цытович, Николай Мартинианович (1905—1917)
- Де-Метц, Георгий Георгиевич (1917)
- Садовень, Алексей Андреевич (1917—1918)
- Спекторский, Евгений Васильевич (1918—1919)
- Грунский, Николай Кузьмич (1919—1920)
- Щербина, Константин Моисеевич (1920)
- Лобода, Николай Иванович (1921—1924)
- Карпеко, Александр Александрович (1924—1925)
- Семко-Козачук, Семён Михайлович (1926—1929)
- Артемский, Андрей Яковлевич (1929—1930)
- Грищенко, Никита Минович (1930—1932)
- Мельников, Дмитрий Фёдорович (1933—1934)
- Левик, Рувим Самойлович (1934)
- Кушнарёв, Михаил Андреевич (1934—1936)
- Зюльков, Фёдор Иванович (1936—1937)
- Давыдов, Иван Демьянович (1937)
- Чупис, Николай Максимович (1937—1938)
- Русько, Алексей Никитич (1938—1944)
- Штеппа, Константин Феодосьевич (1941—1942)
- Бондарчук, Владимир Гаврилович (1944—1951)
- Голик, Александр Захарович (1951—1955)
- Швец, Иван Трофимович (1955—1969)
- Белый, Михаил Ульянович (1970—1985)
- Скопенко, Виктор Васильевич (1985—2008)
- и. о. Литвин, Владимир Михайлович (11.04.2008 — 05.05.2008)
- Губерский, Леонид Васильевич (6.05.2008—27.10.2008, 30.10.2020—29.04.2021 и. о. ректора; 28.10.2008—29.10.2020 — ректор)
- Бугров, Владимир Анатольевич (с 30.04.2021)